# Küçükavulcuk, Ödemiş
Küçükavulcuk là một xã thuộc huyện Ödemiş, tỉnh İzmir, Thổ Nhĩ Kỳ. Dân số thời điểm năm 2010 là 492 người.